# Belle époque

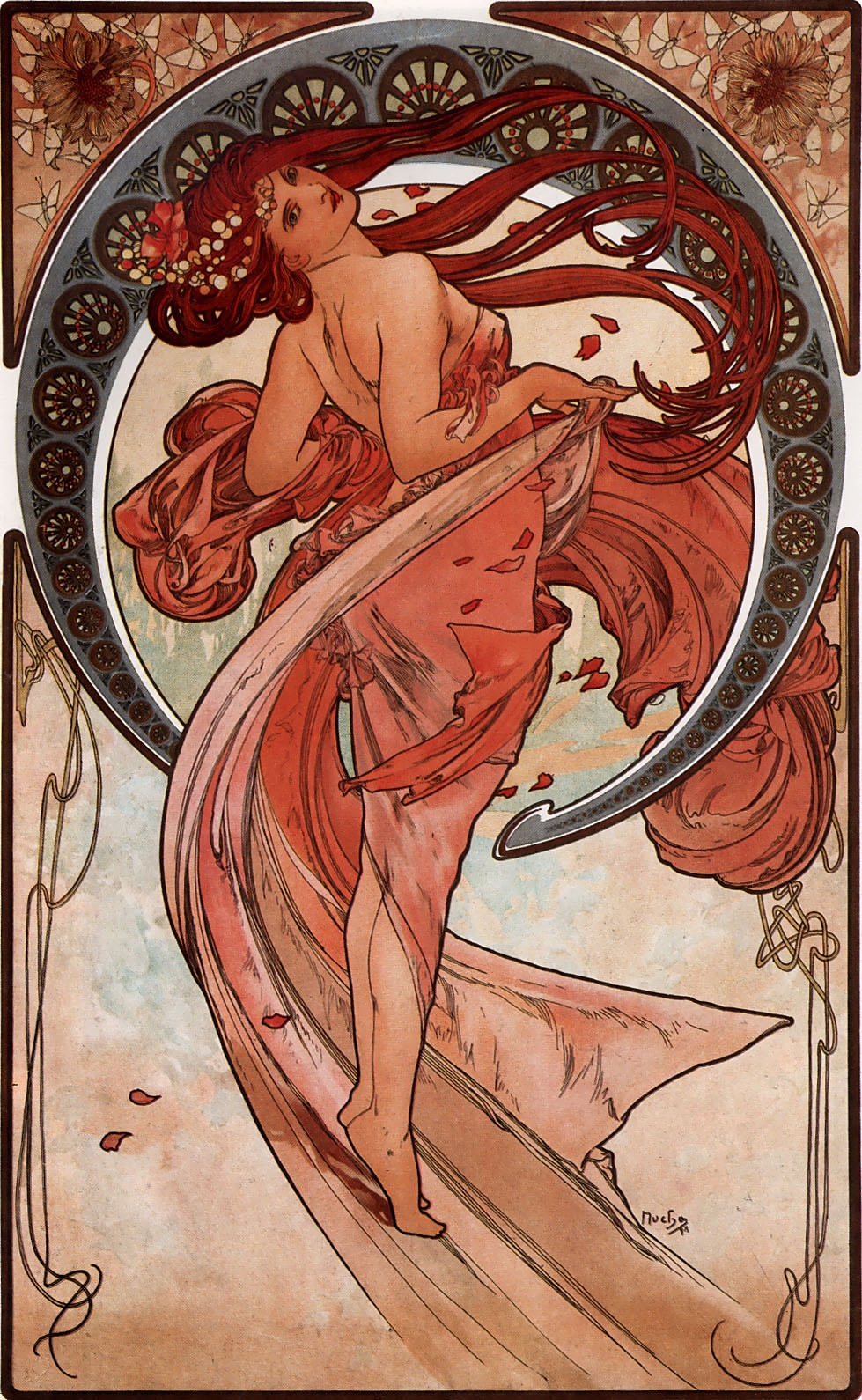
Een kunstwerk van Alfons Mucha in de Art-nouveau-stijl, kenmerkend voor deze periode

De belle époque is een periode in de Franse en Europese geschiedenis aan het einde van de 19de eeuw tot het begin van de Eerste Wereldoorlog. Tijdens die Grote Oorlog gingen velen de periode daarvoor als een gouden tijdperk beschouwen, gekenmerkt door algemene welvaart, een enorme ontplooiing van de kunsten en wetenschappen en een hoge mate van maatschappelijke rust. La belle époque vertaalt dan ook als het mooie tijdperk. De gruwel van de Eerste Wereldoorlog maakte daar op vreselijke wijze een einde aan. In culturele milieus wordt ook de term fin de siècle (het einde van de eeuw) gebruikt om deze periode te benoemen, al vormt het in deze context vooral de benaming van een stijlperiode, waarbij vooral de indrukwekkende toename wordt beschouwd van de verschillende kunstvormen en -stijlen die aan het einde van de 19de eeuw en het begin van de 20ste tot bloei kwamen.
Hoewel de belle époque aanvankelijk vooral de Franse en Belgische geschiedenis besloeg, wordt het ook gebruikt als een algemene benaming voor de gehele Europese maatschappij die aan de 'Groote Oorlog' voorafging. De verschillende hyperkapitalistische ontwikkelingen die kenmerkend waren voor deze periode vonden namelijk over het hele continent plaats. De belle époque ging ook gepaard met een enorme opleving van handel, verkeer en toerisme tussen verschillende Europese staten.

## Begin

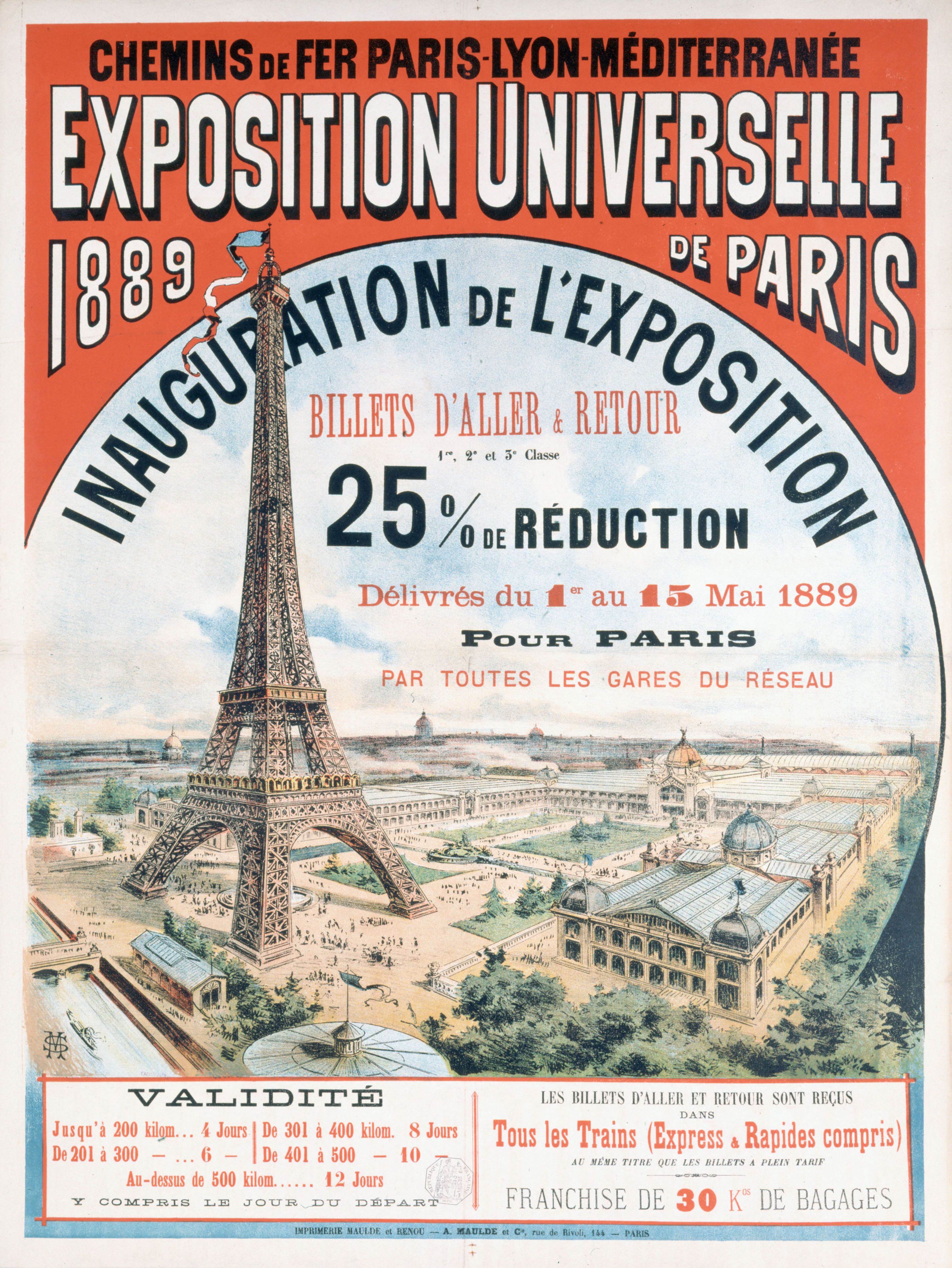
Reclameposter voor de wereldtentoonstelling van 1889 in Parijs

Over het precieze begin van de belle époque bestaat veel discussie. Het is niet eenvoudig om een specifieke begindatum te geven voor deze periode, temeer omdat verschillende maatschappelijke aspecten los van elkaar begonnen zijn. Sommige ontwikkelingen begonnen al rond 1870. De laatste gewapende conflicten liepen ten einde in West-Europa, gevolgd door vier decennia van relatieve (gewapende) vrede. Daarnaast werden Duitsland en Italië in deze periode eengemaakte staten, waardoor er over het algemeen maatschappelijke rust op het continent ontstond. Desalniettemin zijn er andere cruciale kenmerken van de belle époque die omstreeks 1870 nog ontbraken. Maar vanaf toen kwam in Frankrijk op alle terreinen een élan vital op, waarin de industrie opbloeide, de techniek grote schreden zette en de cultuur floreerde. De aanzet naar de belle époque was gezet.
Ook 1889 wordt vaak genoemd als het begin van de belle époque. In dit jaar vond in Parijs de Wereldtentoonstelling van 1889 plaats. Het vormde een toonbeeld van vooruitgang, vernieuwing en culturele ontwikkeling. De ontwikkelingen waarvoor deze tentoonstelling symbool stond werden kenmerkend voor de periode die erop volgde. Het kapitalisme vierde hoogtij. Een levensstijl waarin vrijheid, cultuur en schoonheid centraal staan werd de norm. De koopkracht groeide. De levensstandaard verbeterde. Verschillende andere staten gingen tentoonstellingen en evenementen organiseren om hun welvaart aan de wereld te tonen. Zowel op cultureel, technologisch, economisch als politiek vlak kwam de Europese maatschappij in een nieuwe fase terecht.

## Sociaal-economische kenmerken
De belle époque wordt in de eerste plaats gekenmerkt door meer welvaart, die ook op sociaal terrein grote gevolgen had. Na een depressie in 1873, die veroorzaakt werd door een beurscrisis, begon de economie zich te herstellen. De koopkracht groeide weer en nam zelfs exponentieel toe. De industrie kon hierdoor steeds meer verschillende producten produceren en op een veel grotere schaal. Dit had ook op sociaal vlak gevolgen. De arbeidsomstandigheden verbeterden en arbeiders konden zich door hogere lonen een betere levensstijl permitteren. Vrouwenarbeid nam af en bleef beperkt tot enkele sectoren. Kinderarbeid werd bij wet verboden. Het verhoogde loon stond de arbeiders toe dat zij ook een veel actievere rol konden gaan spelen in het economische leven. Dit neemt echter niet weg dat grote armoede nog steeds erg aanwezig was in het maatschappelijke leven. Ook de ongelijkheid tussen man en vrouw werd nu gaandeweg kleiner, al waren er een aantal activiteiten in het openbare leven die specifiek voorbehouden bleven voor mannen.
Ook de middenklasse en de nieuwe rijken kwamen in opmars. De nieuwe middenklasse kende een nieuw soort koopkracht, waarbij ook zij oog kregen voor kunst en luxeproducten, een markt die voordien enkel voor de rijken weggelegd was. Die markt speelde daar aardig op in door op grote schaal reclame te maken. Daarnaast schoten grootwarenhuizen en horecazaken als paddenstoelen uit de grond en gingen zich concentreren in de stedelijke centra. Mensen gingen zich kleden volgens de nieuwste modetrends. Nieuwe vormen van vrijetijdsbesteding deden hun intrede.

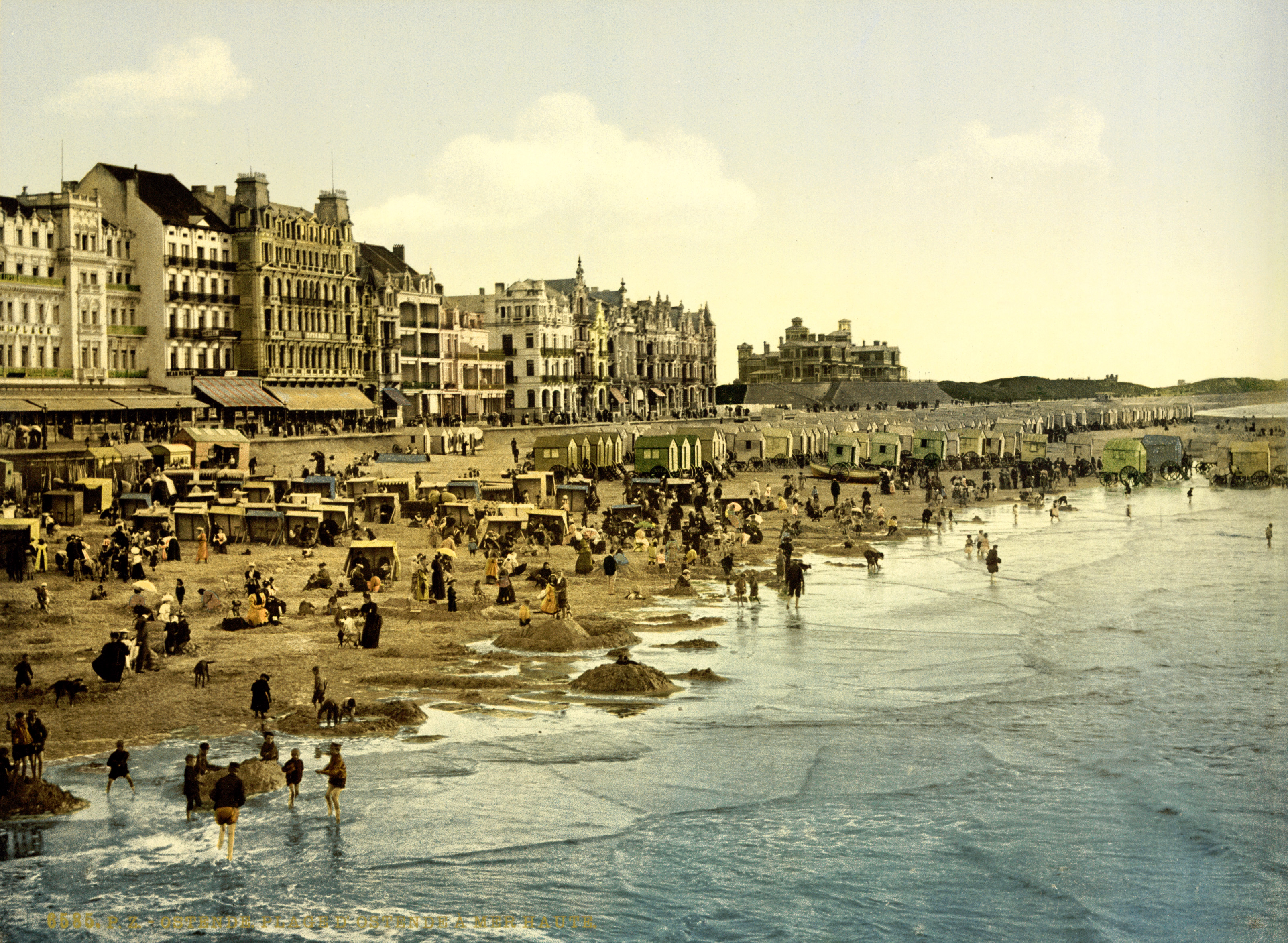
Kusttoerisme in Oostende, 1895

Het toerisme kwam bijvoorbeeld in opmars tijdens de belle époque. Dit bestond natuurlijk reeds langer, al was het eerder voorbehouden aan de maatschappelijke elite. In de belle époque raakte het grote publiek, door de hierboven beschreven groei van de middenklasse, echter meer en meer gewonnen voor deze activiteit. Vele landen en steden prezen zichzelf aan met behulp van reclamecampagnes, ansichtkaarten en het organiseren van wereldtentoonstellingen en andere grootschalige culturele activiteiten. Om de nieuwe toestroom aan toeristen aan te kunnen werden over heel Europa, zowel in de steden als meer bosrijke gebieden en bergketens, nieuwe hotels en spoorlijnen aangelegd. Ook voor de elite evolueerde het toerisme. Staatshoofden gingen investeren in grote buitenhuizen en kastelen, waar ze ook regelmatig gasten ontvingen. België is een goed voorbeeld van deze vernieuwde toeristische activiteit. Onder koning Leopold II werden over heel het land toeristische faciliteiten geschapen. Hij wilde vooral de Belgische kust, Brussel en de Ardennen in de verf zetten. Naast de verschillende nieuwe musea kwamen er nieuwe stations, spoorlijnen, theaters en hotels bij, waaronder het Château Royal d'Ardenne te Houyet. Daarnaast werden er in die periode vele ansichtkaarten uit heel België gemaakt. Het toerisme was vaak ook een statussymbool. Het vergaren van souvenirs van reizen werd erg belangrijk geacht.

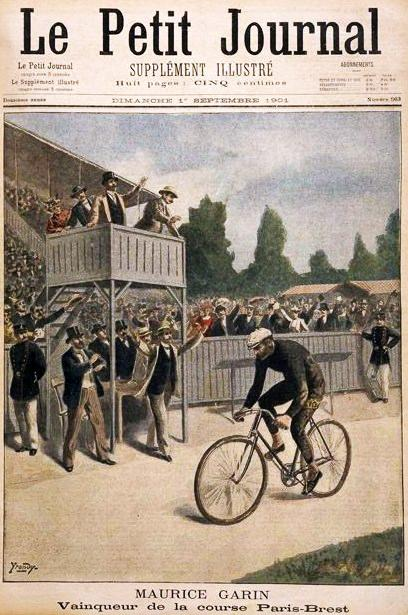
Maurice Garin wint een wielerwedstrijd in 1901

Een andere populaire vrijetijdsbesteding was sport. Mensen gingen in de belle époque ook actief aan lichaamsbeweging doen als vrijetijdsbesteding, vaak ook in verenigingsverband. Naast het zelf beoefenen van sport werd ook het toeschouwen van sportevenementen erg populair. Meestal waren dit lokale gebeurtenissen, zoals kaatsbal, maar ook grote sportevenementen, die tot op de dag van vandaag bestaan, zagen het levenslicht in de belle époque. De eerste moderne Olympische spelen vonden plaats in 1896 in Athene en de Tour de France werd voor de eerste maal in 1903 verreden.

## Technologische kenmerken
De belle époque werd gekenmerkt door een enorm tempo aan technologische vernieuwingen en innovaties. Dit ontstond vooral in de industrie, die voortdurend op zoek was naar meer efficiënte productiemethoden. Nieuwe uitvindingen en innovaties vonden op een razendsnel tempo hun weg naar het maatschappelijke leven. Elektriciteit, telefonie, de auto en het vliegtuig zijn op korte tijd op zeer grote schaal verspreid geraakt. Deze innovaties droegen bovendien ook bij tot een groter levenscomfort. Elektrische verlichting en verwarming in huizen werden stilaan de norm. Treinreizen werd luxueuzer en comfortabeler. De auto vormde een verbetering op het paardentransport. In de steden was er de opkomst van de elektrische tram die een efficiënter alternatief vormde voor de oude paardentram of de stoomtram. Ondergronds vormde de metro het nieuwe transportmiddel in wereldsteden als Londen en Parijs. Bovendien was de belle époque ook het tijdperk van de luchtvaart, met onder andere de uitvinding van het vliegtuig en de zeppelin. Ook vond de elektriciteit meer en meer de weg naar de gemiddelde burger. Naast tal van nieuwe uitvindingen, ondervonden reeds bestaande uitvindingen een sterke golf van innovatie. De fotografie evolueerde van een moeilijk en gebruiksonvriendelijk proces naar een eenvoudig medium dat weldra ook zijn weg vond naar de particulier. Hetzelfde geldt voor de schrijfmachine en vele productietechnieken in de industrie.

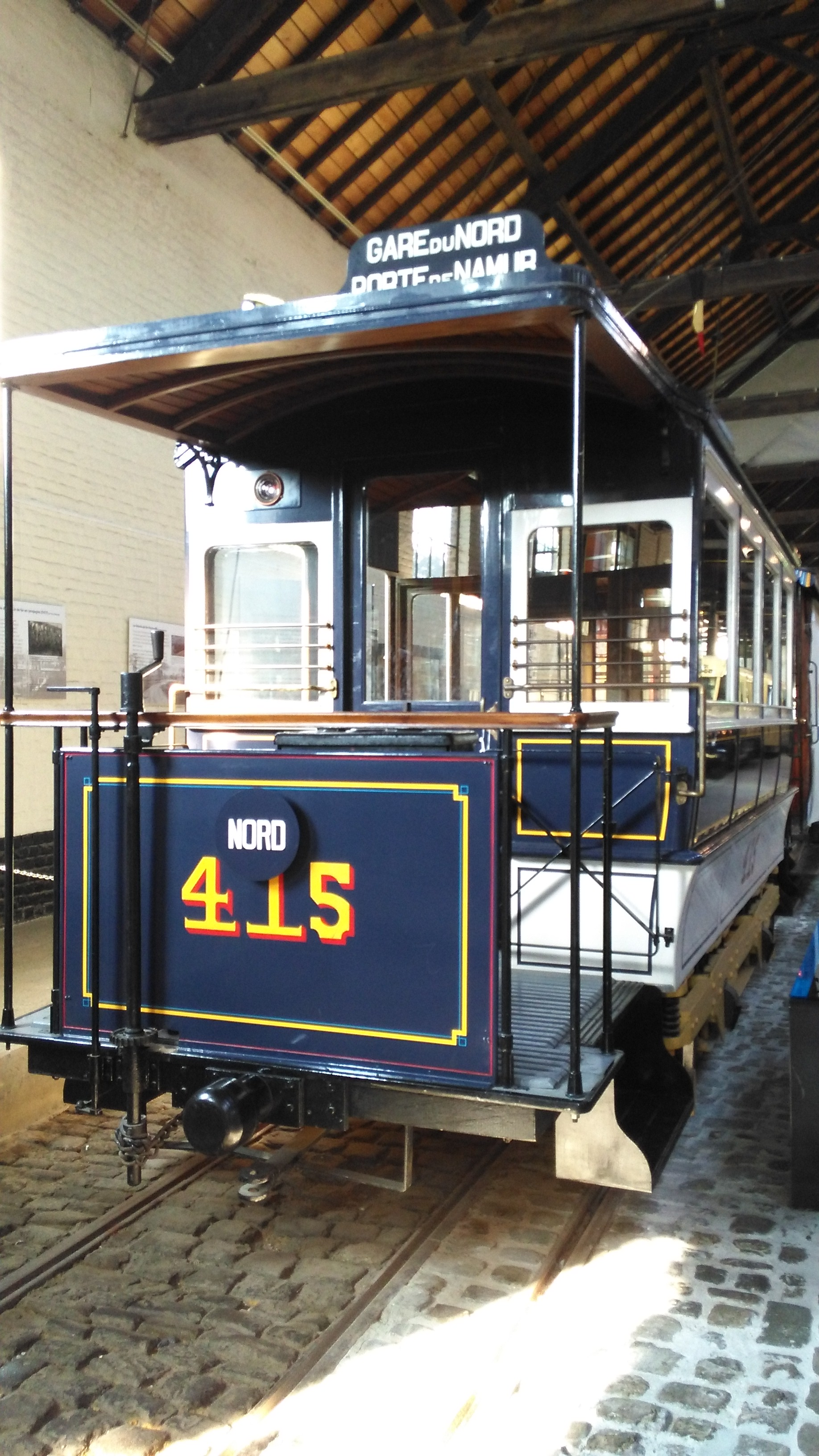
Eerste elektrische tram in Brussel 1894
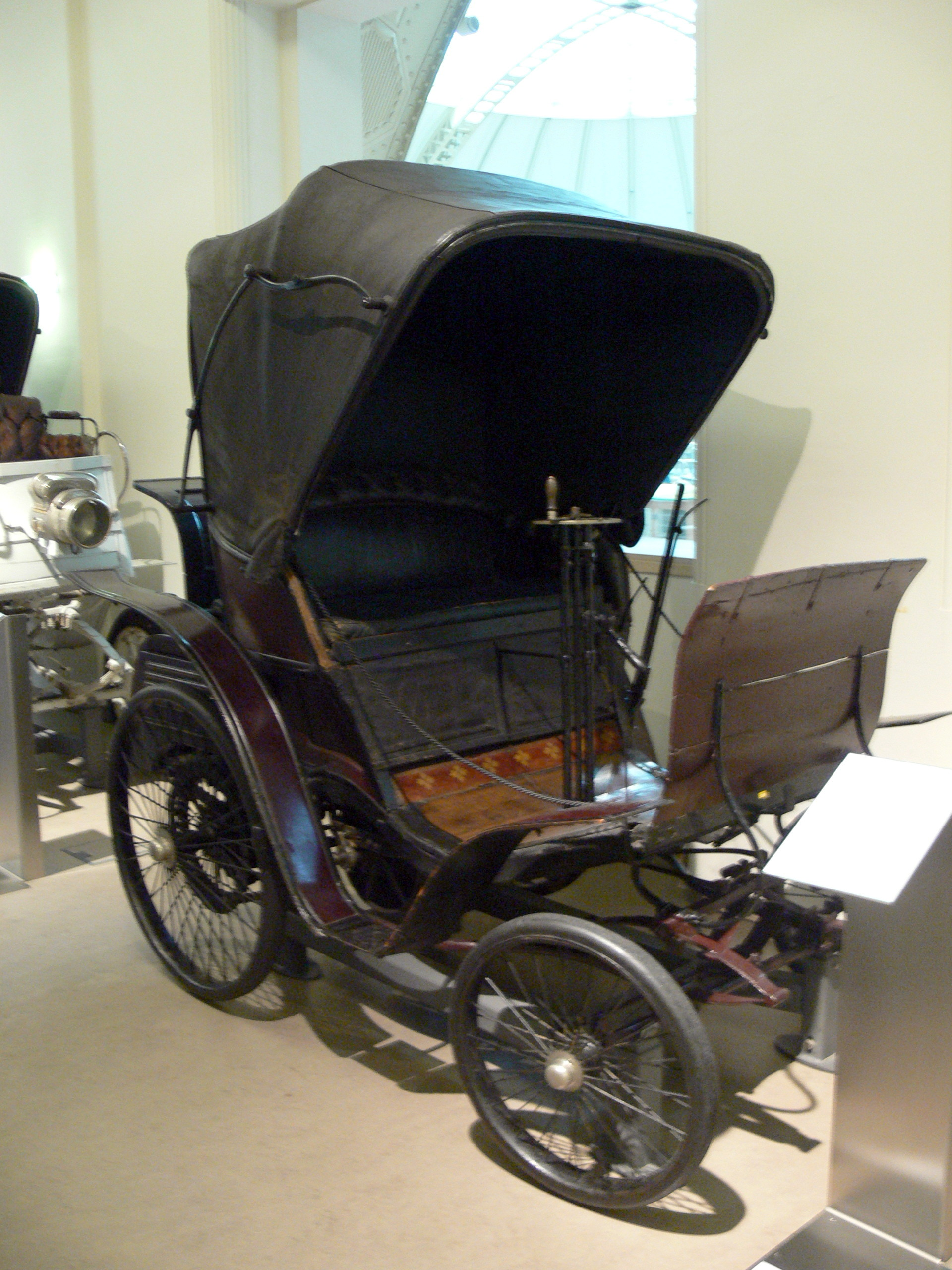
Een auto zoals die in het fin de siècle wel meer voorkwam
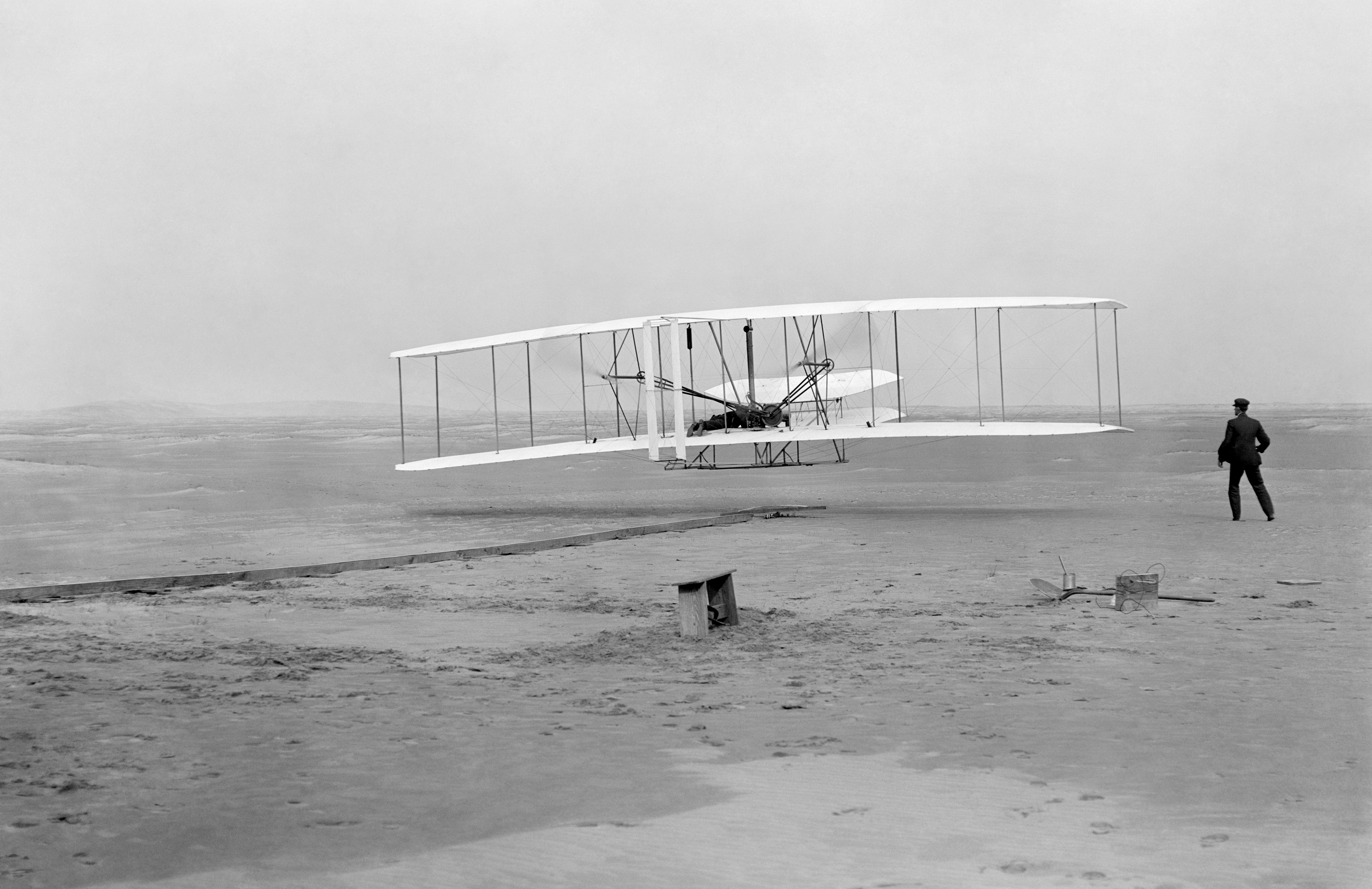
Eerste succesvolle vlucht van de gebroeders Wright
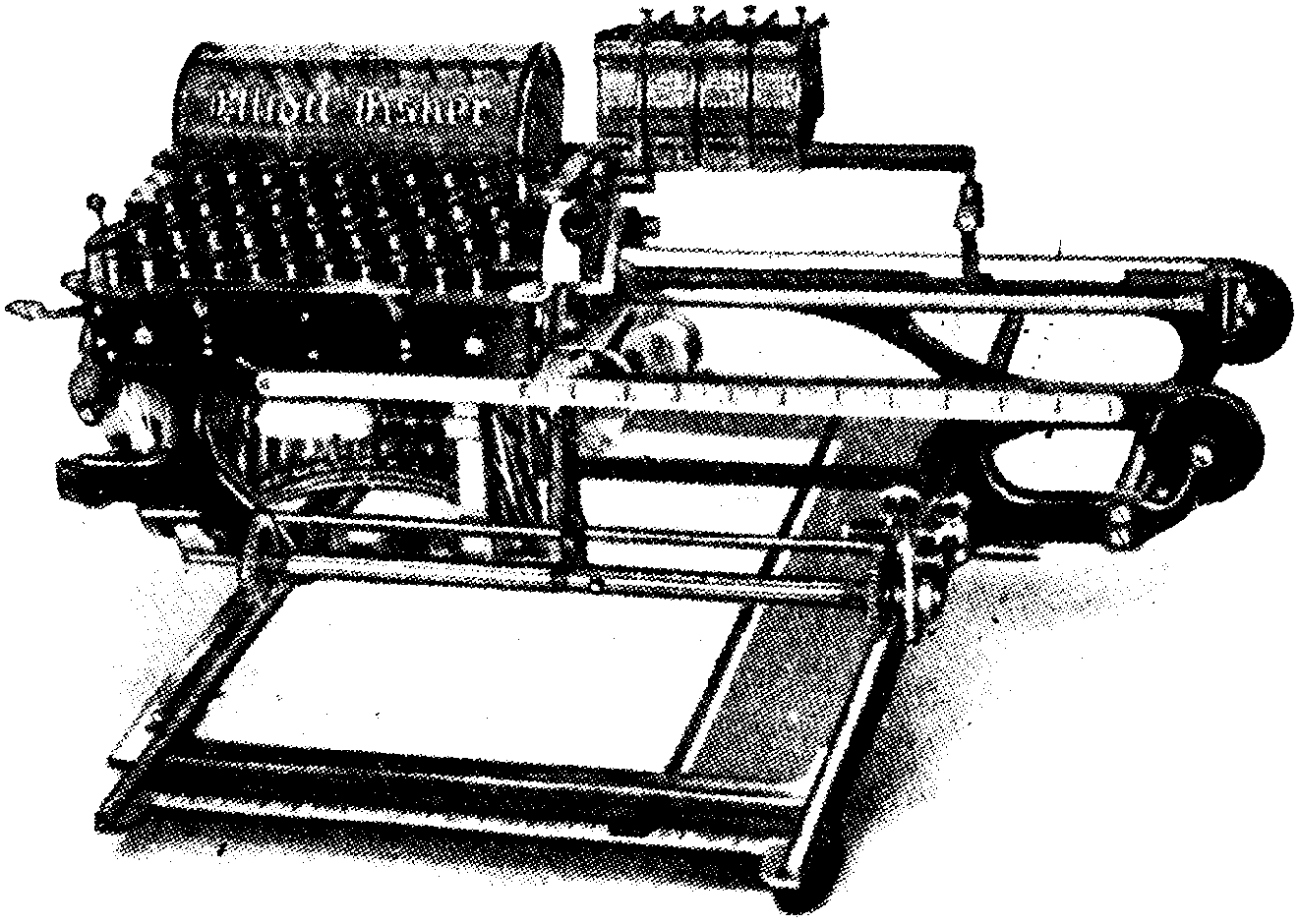
Een innovatie op de schrijfmachine uit 1897
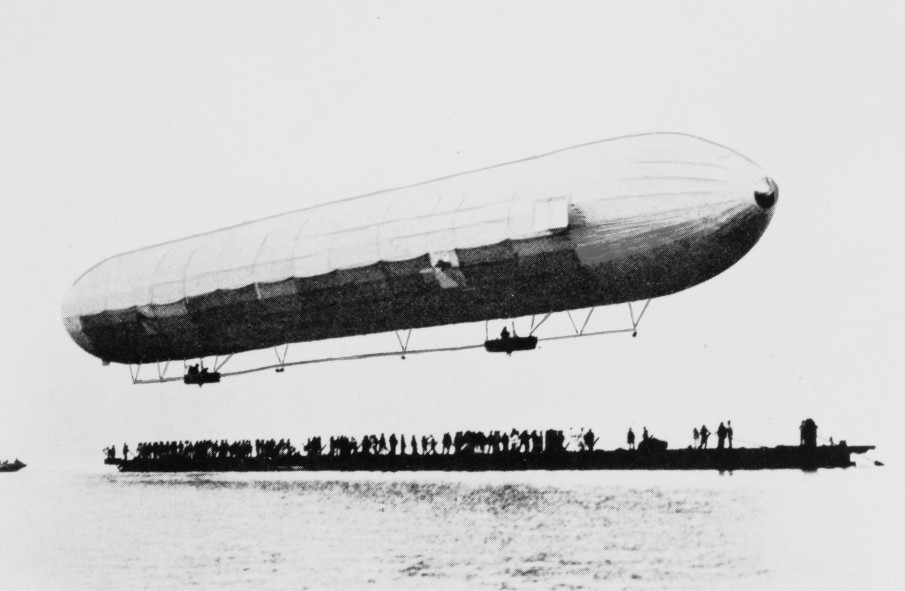
Eerste vlucht van een zeppelin

## Politieke kenmerken
Het fin de siècle valt samen met de periode die bekendstaat als de gewapende vrede. Naast de economische was er dus ook een relatieve militaire stabiliteit. Conflicten (al dan niet latent) waren dan wel niet uitgesloten, maar vanaf de jaren 1870 kende Europa tot aan de vooravond van de Eerste Wereldoorlog geen grote conflicten meer. Van volledige politieke stabiliteit was echter geen sprake. Tussen Frankrijk en Duitsland bleven spanningen bestaan over onder meer de kwestie Elzas-Lotharingen. Ook groeiden eerder nationalistische groeperingen. De Ieren verlangden meer onafhankelijkheid van Groot-Brittannië, Oostenrijk-Hongarije kreeg steeds meer te maken met afscheidingsbewegingen en met wrijvingen met Rusland. De opkomst van nieuwe politieke stromingen als het socialisme, marxisme en anarchisme baarde de elite ook grote zorgen.

## Culturele kenmerken
De maatschappelijke stabiliteit aan het einde van de 19de en het begin van de 20ste eeuw zorgde voor een gunstig milieu voor de ontwikkeling van de kunst. Een bijkomende factor is ook het toerisme, dat nu goed op gang kwam, waardoor vele steden en landen zichzelf ook uitdrukkelijk gingen aanprijzen door middel van grootschalige kunsttentoonstellingen, opvallende architectuur en het benadrukken van landschappelijke troeven. Op vele kunstvlakken gingen kunstenaars op zeer eigenzinnige wijze nieuwe kunstvormen ontwikkelen, die ook steeds abstracter werden, en zich distantieerden van de bestaande of gangbare stijlen. De meest bekende voorbeelden hiervan zijn de jugendstil, het impressionisme en het kubisme.

### Architectuur

#### Algemeen
De architectuur uit deze periode wordt gekenmerkt door de bouw van vele monumentale gebouwen in verschillende steden over heel Europa. Veel van deze gebouwen werden gebouwd als prestigeproject van de stad of staat waarin ze zich bevonden, niet zelden onder invloed van politici of staatshoofden. Het gaat hier dan om gebouwen als musea, theaters, treinstations, paleizen, ravissante luxehotels, monumenten en tentoonstellingsgebouwen. Onder meer het Station Antwerpen-Centraal, de Eiffeltoren, het Jubelpark te Brussel, de Basilique du Sacré-Cœur op Montmartre, het Koninklijk Museum voor Midden-Afrika in Brussel en het Hongaarse Parlementsgebouw zijn hier bekende voorbeelden van.

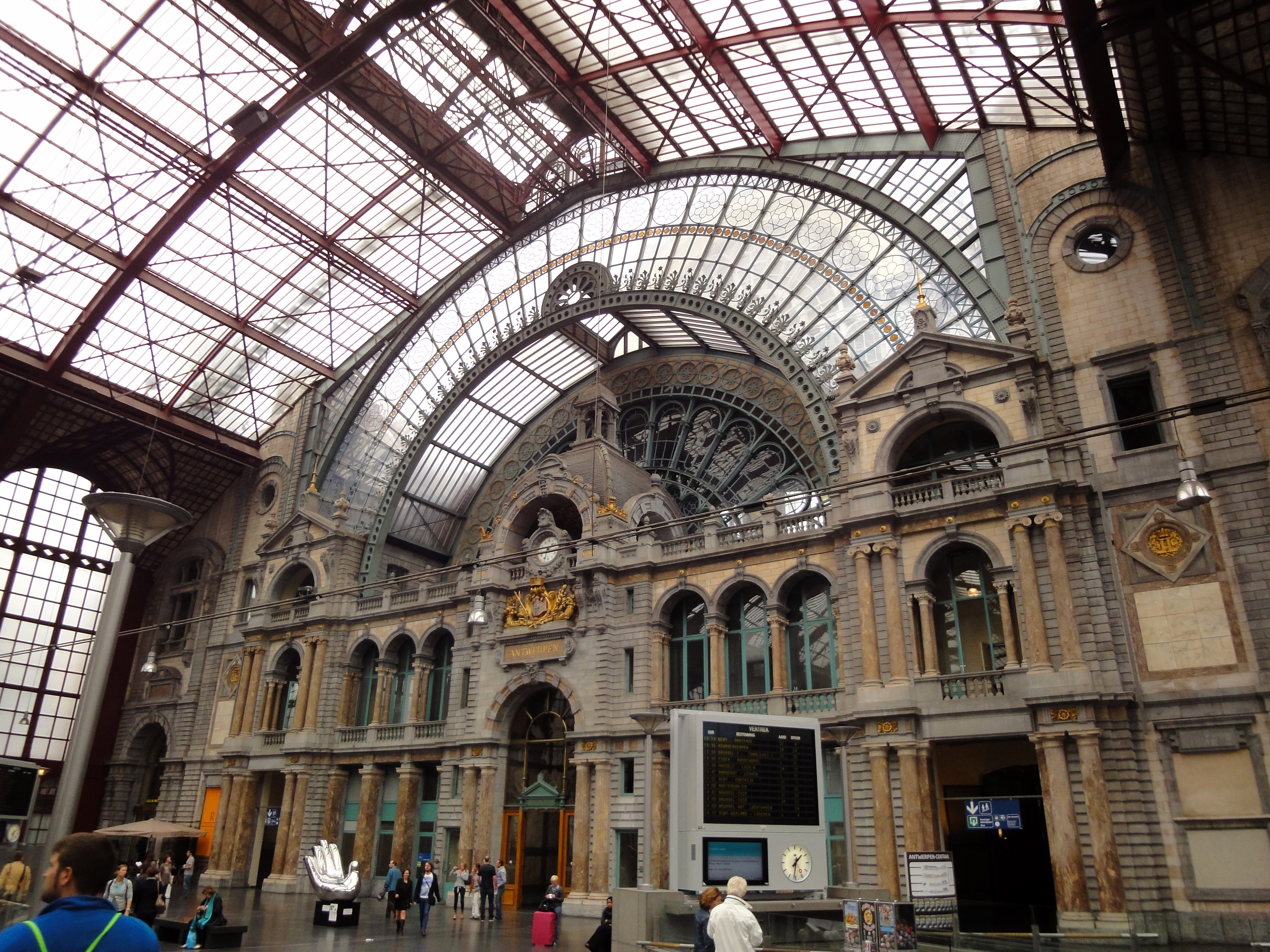
Station Antwerpen Centraal uit 1905
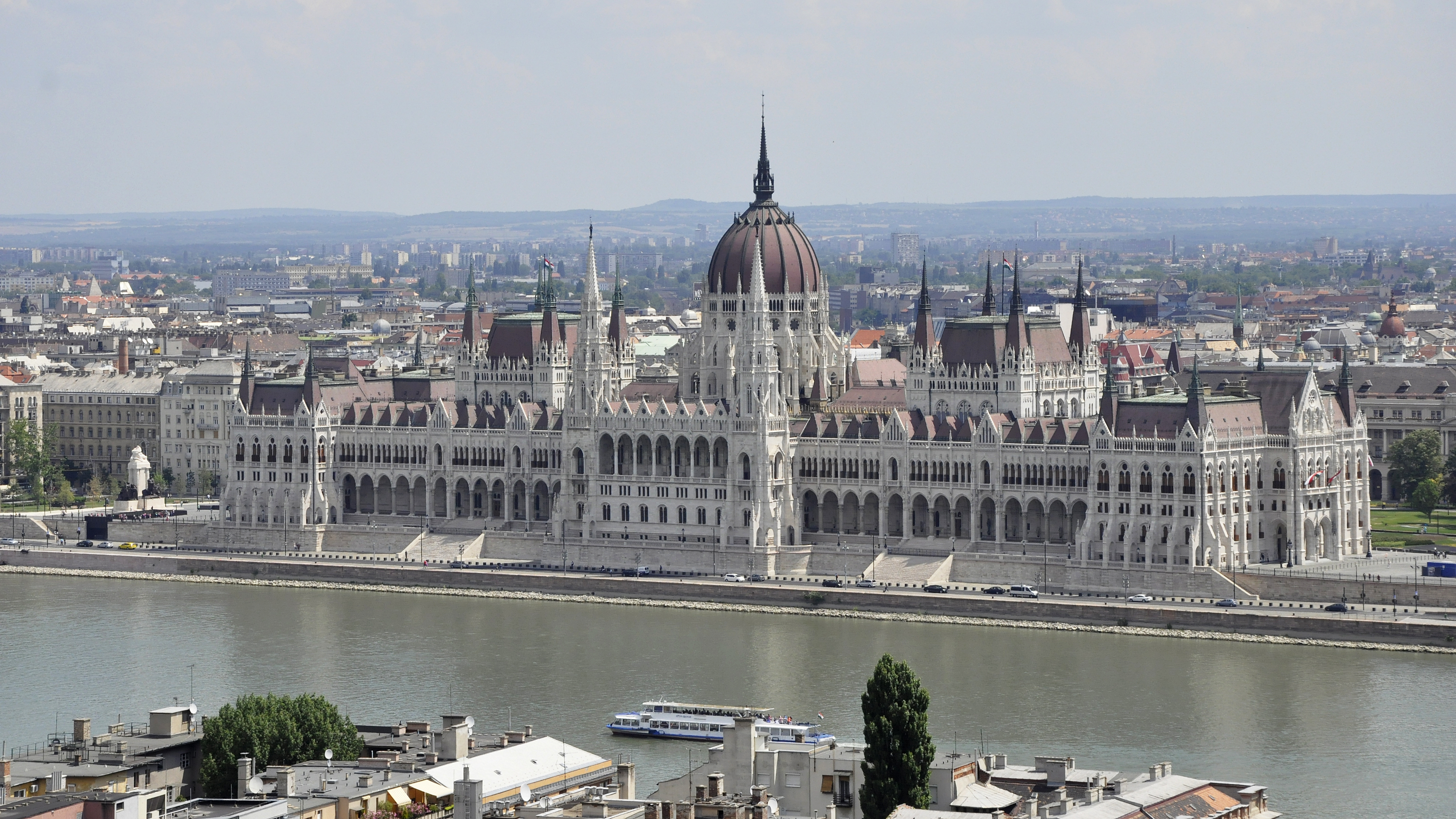
Hongaars parlement te Boedapest
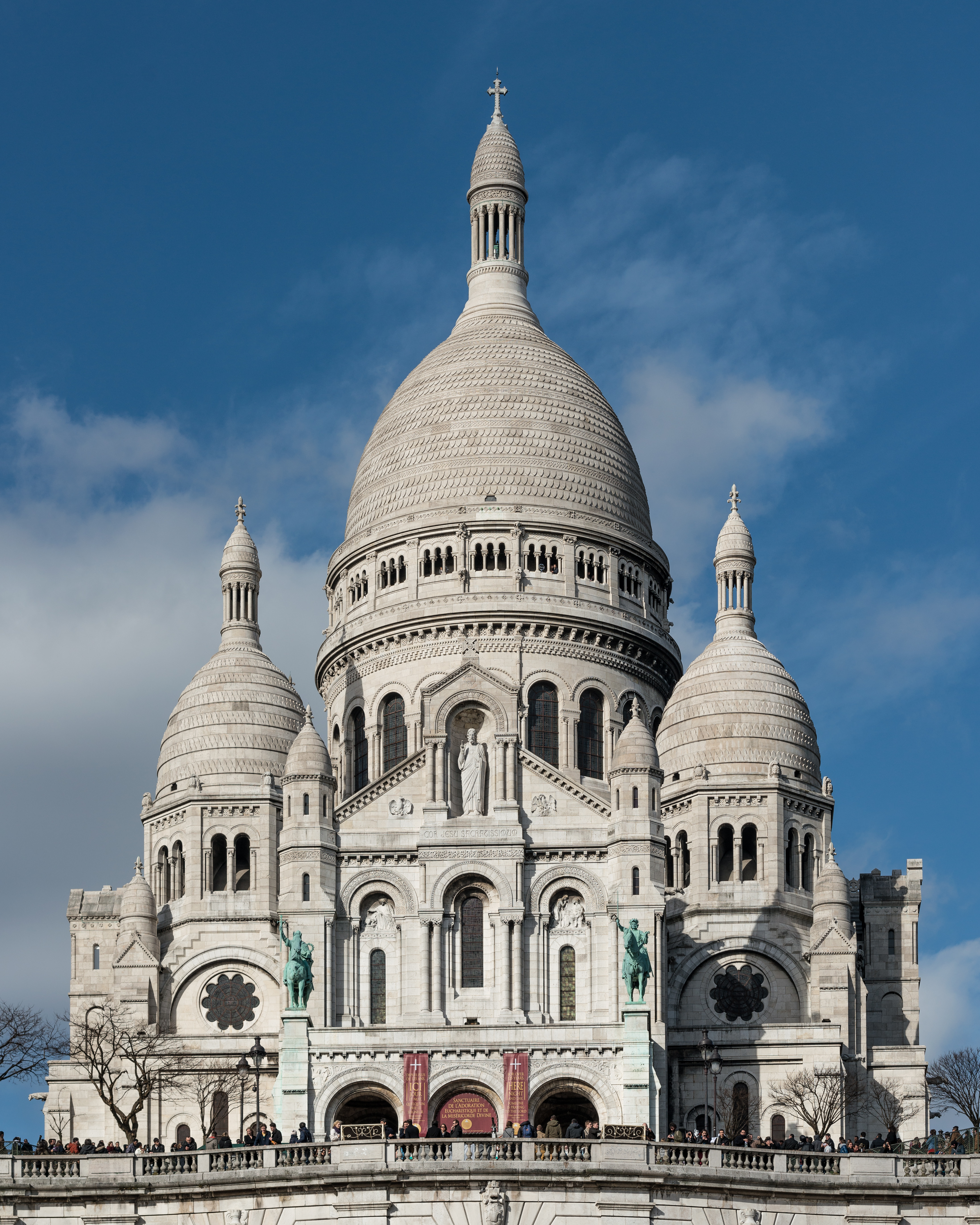
De Sacré-Cœur basiliek op Montmartre
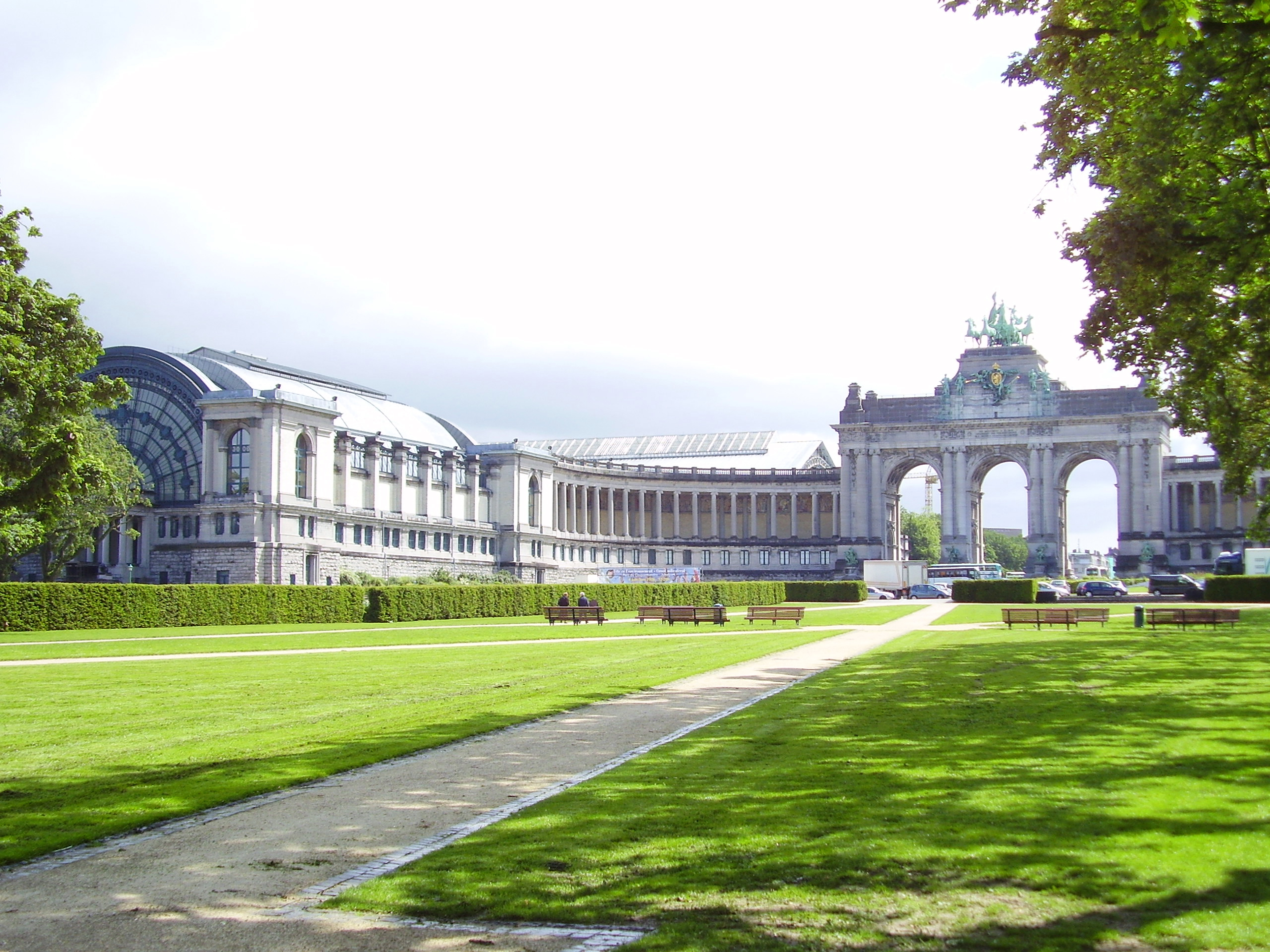
Jubelpark in Brussel
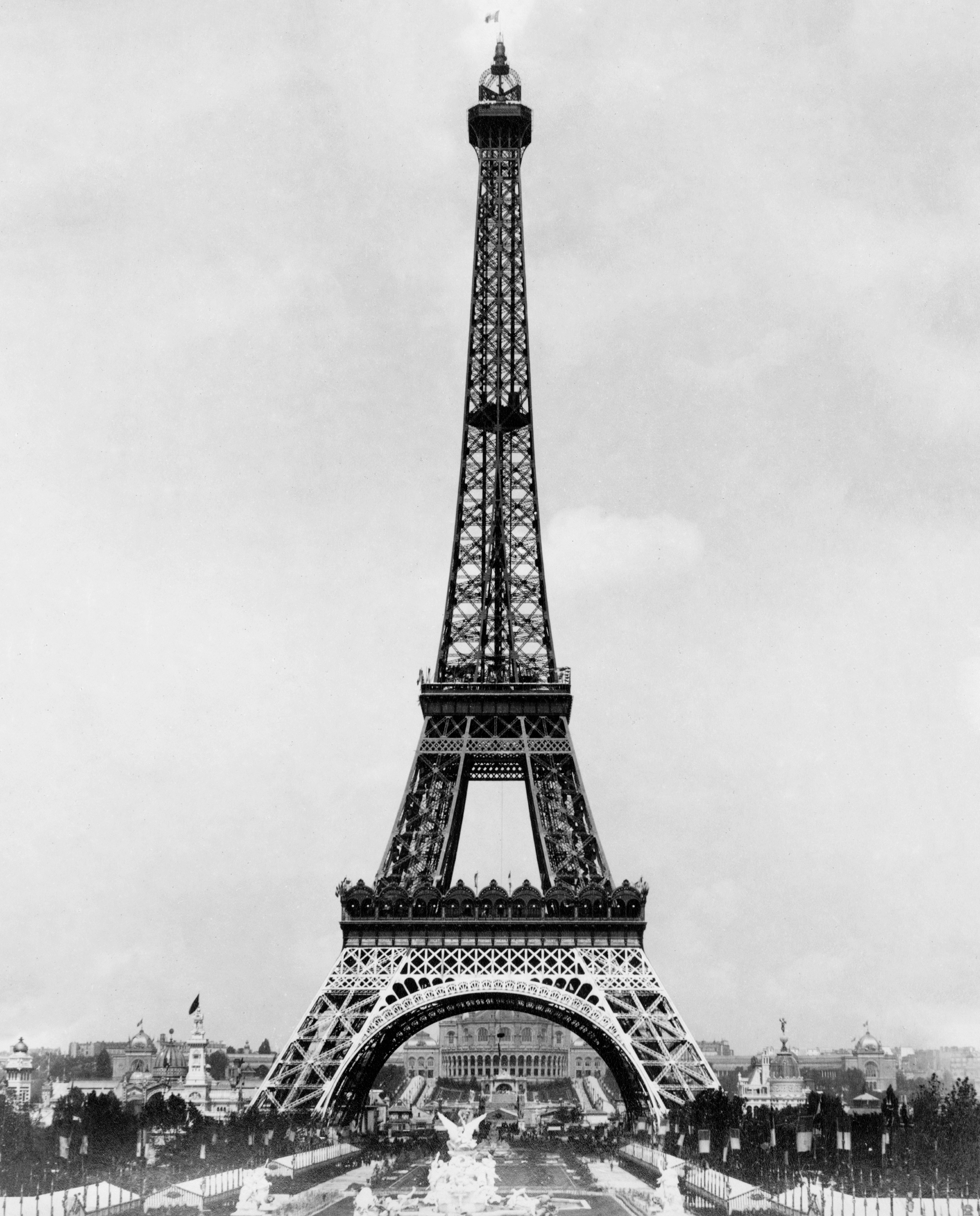
De Eiffeltoren op de wereldtentoonstelling van 1889, die vaak als begin van het fin de siècle gezien wordt

#### Art nouveau
Ook de eerder kleinschalige architectuur kende grote vernieuwing vanaf de jaren 1890. Vooral de komst van de art nouveau, een stijl die gerekend wordt tot de jugendstil, valt enorm op. Deze stijl wordt gekenmerkt door een organische, niet zelden asymmetrische architectuur, waarbij veel gebruik wordt gemaakt van metalen elementen. Ook in het interieur van deze huizen komen de typische art-nouveaustructuren vaak terug. Deze stijl werd niet alleen toegepast in de huizenbouw, maar ook in meubels, vazen en andere kunstvoorwerpen. De art nouveau kent zijn hoogtepunt rond de eeuwwisseling, wanneer de stijl ook in de openbare architectuur erg populair wordt en zich massaal verspreidt over heel Europa. Brussel, en met uitbreiding België, vormde het centrum van deze stijl, met enkele wereldbefaamde architecten als Victor Horta en Henry Van de Velde. Ook in Wenen, Barcelona en Parijs sloten veel architecten en kunstenaars zich bij deze stijl aan. De art nouveau was geen erg lang leven beschoren. Na de Eerste Wereldoorlog werden er haast geen gebouwen in deze stijl meer gebouwd. Een andere stijl, de art deco, begon daarna aan een opmars.

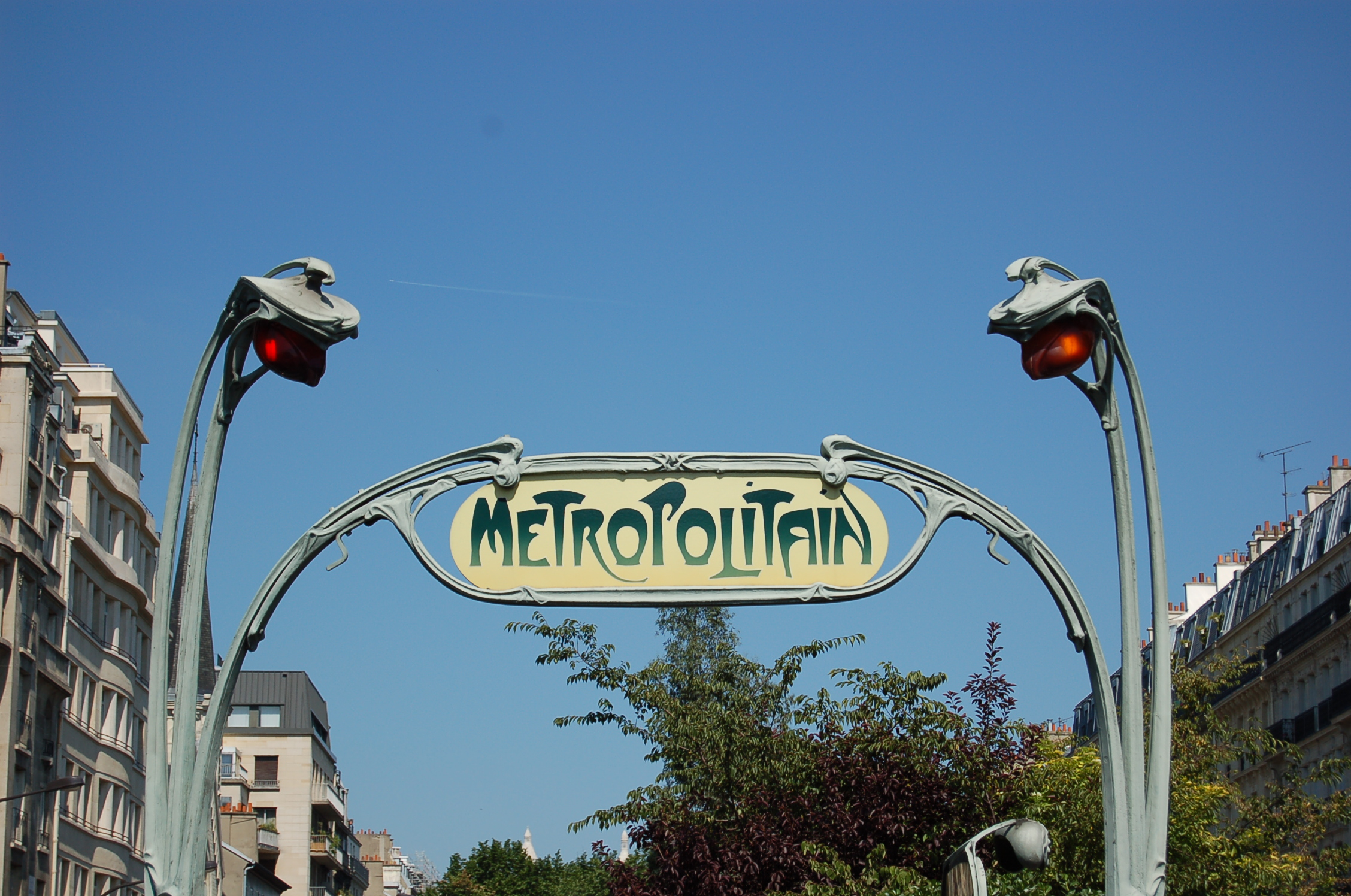
Het bekende portaal van de Parijse Metro
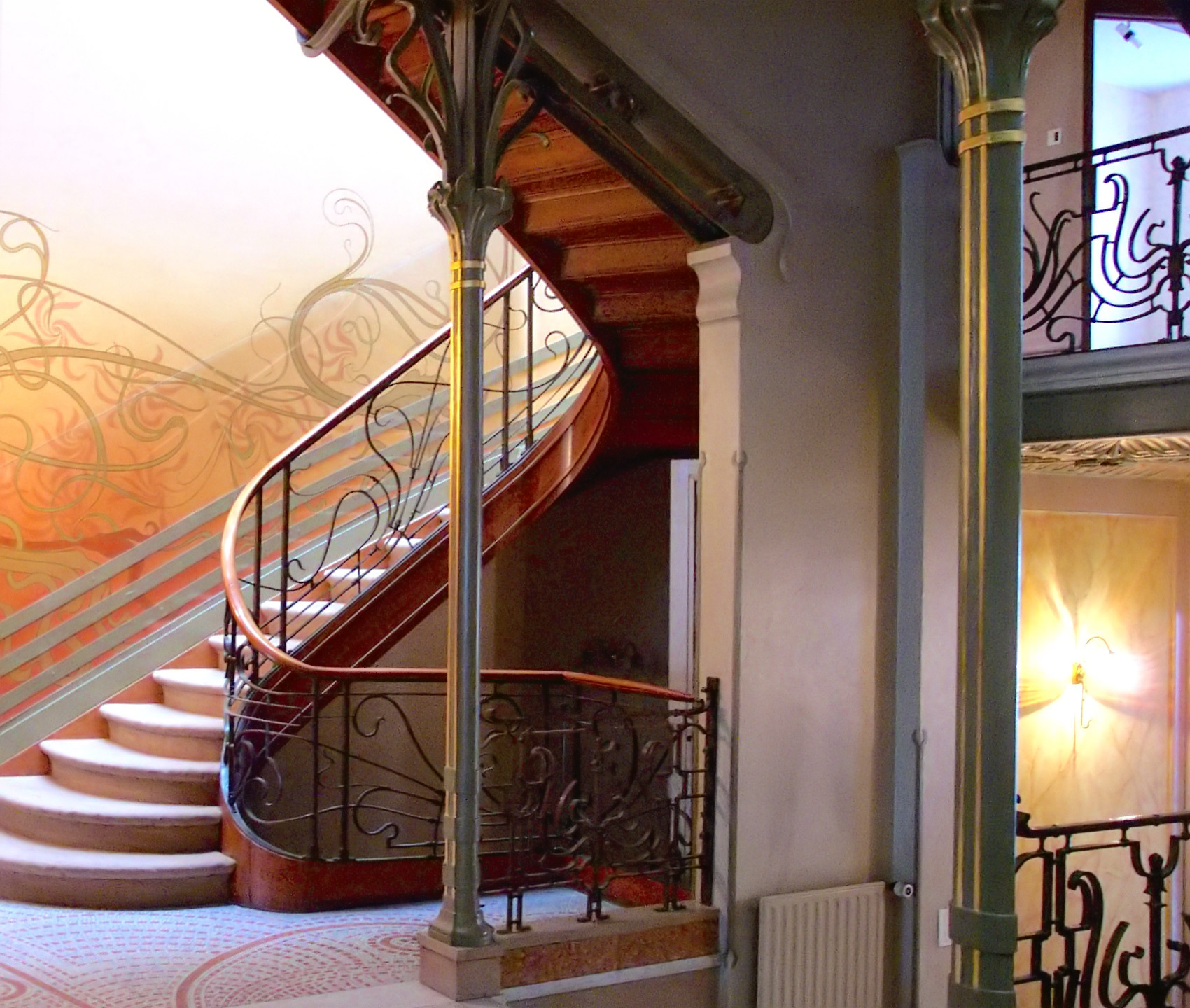
Maison Tassel in Brussel
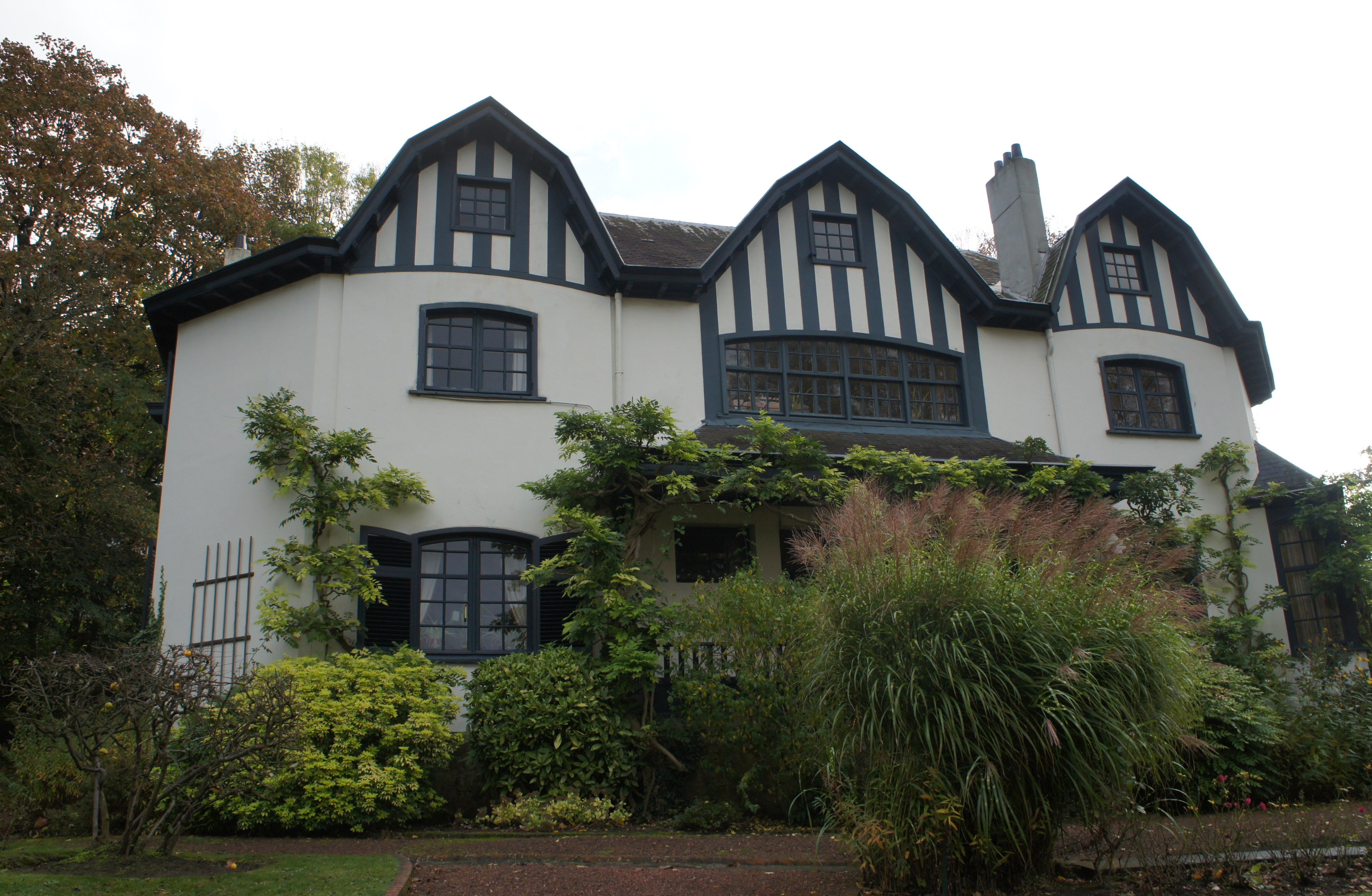
Villa Bloemenwerf
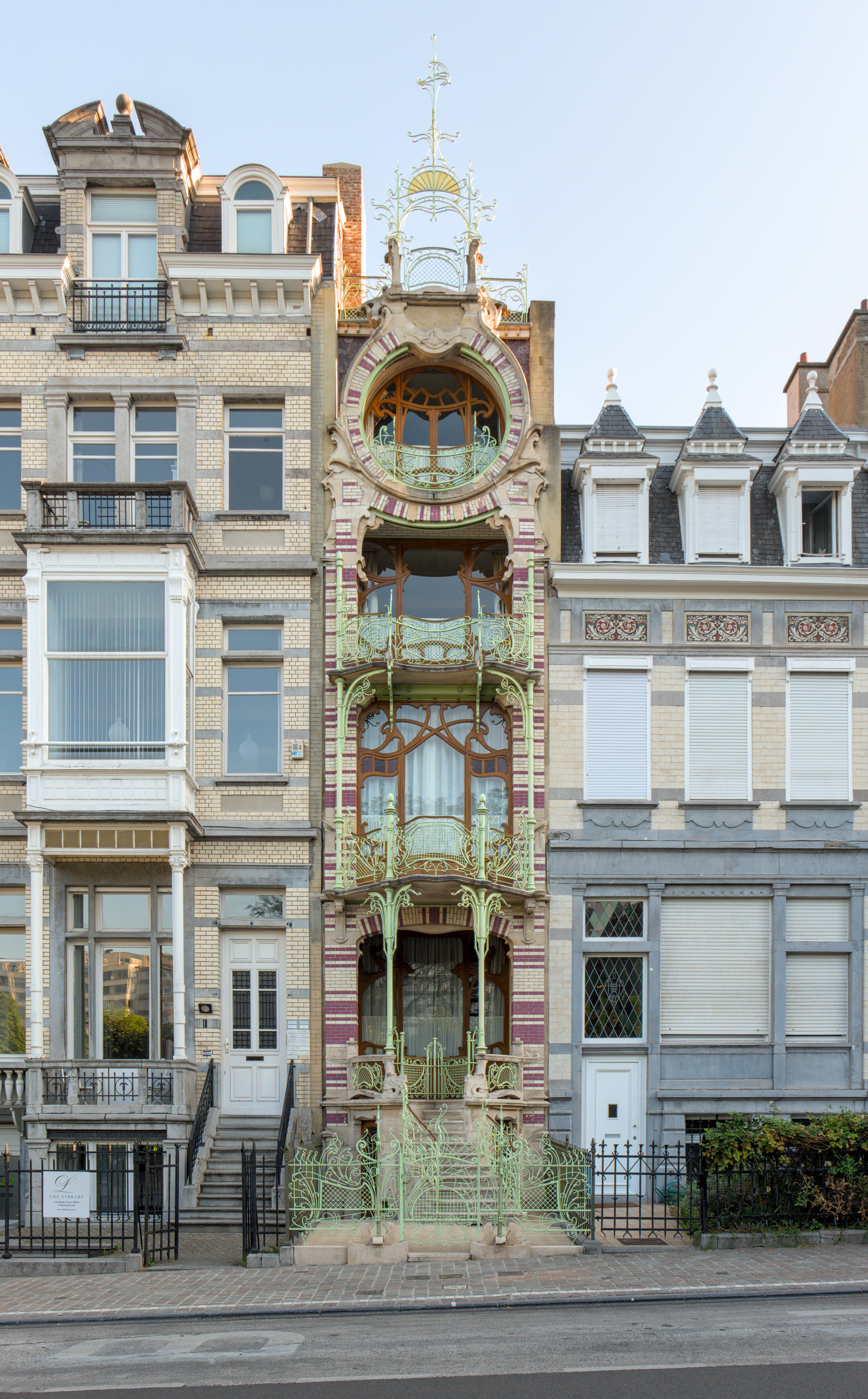
Maison St-Cyr in Brussel
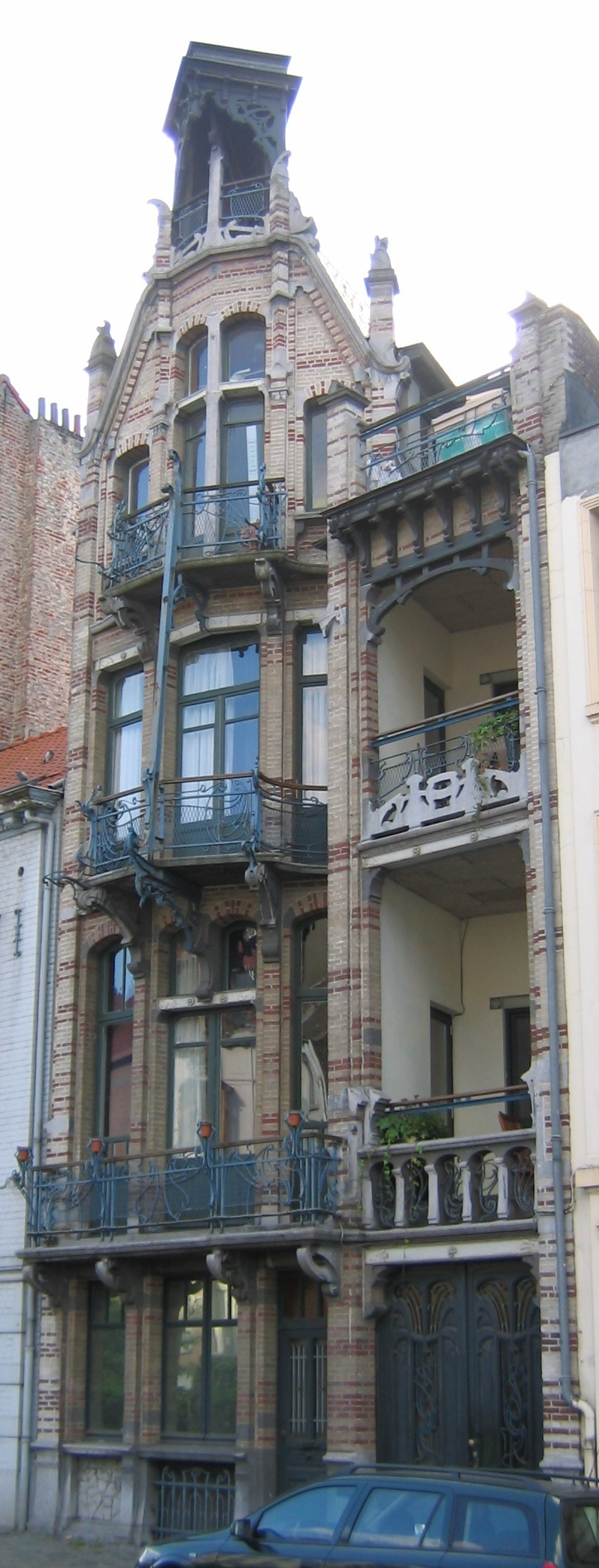
Gustave Strauven Maison Van Dyck

### Beeldende kunst

#### Fotografie en cinema

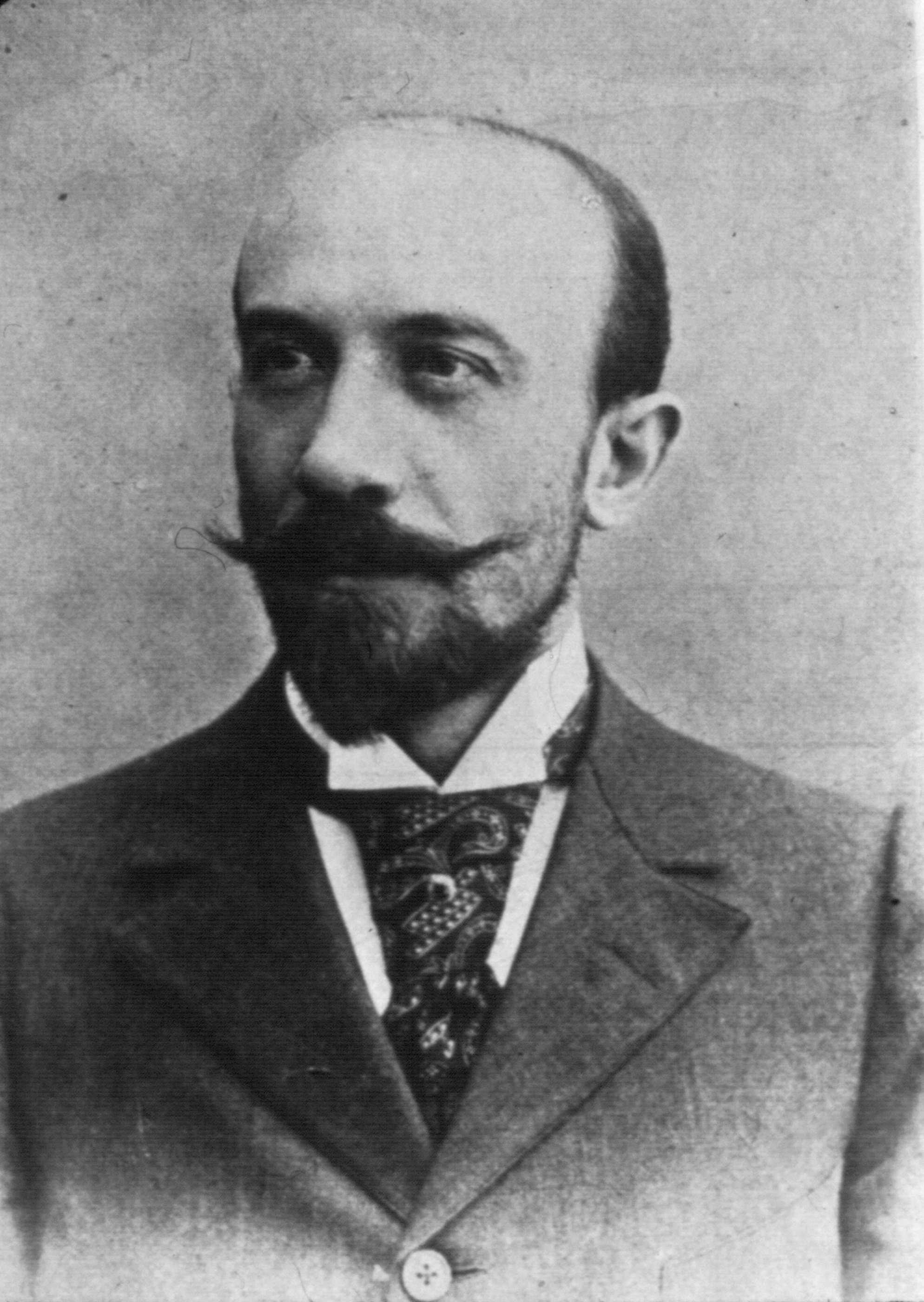
Georges Méliès, pionier in de filmgeschiedenis

De meest opvallende innovatie op vlak van beeldende kunsten is de ontwikkeling van de film. De cinematograaf van de gebroeders Lumière wordt vaak gezien als de start van dit nieuwe medium, hoewel zij niet de uitvinders van de film zijn. Thomas Alva Edison bedacht namelijk eerder de kinetoscoop. De Lumières waren echter de eersten om met een technisch superieur toestel de film aan het brede publiek voor te stellen, waardoor de film immens populair werd. De eerste films waren echter slechts banale fragmentjes, zonder verhaal, die meer als kermisspektakel bedoeld waren. Goochelaar Georges Méliès, net als de Lumières een Fransman, bracht hierin verandering. Eveneens rond de eeuwwisseling begon hij met het maken van korte films, waarbij hij als eerste gebruik maakte van verhaallijnen, indrukwekkende decors, montage en speciale effecten. Ook hij werd hiermee erg populair, al moest hij later het onderspit delven tegen de concurrentie van de Amerikaanse film. Vele regisseurs volgden zijn voorbeeld en betekenden de opmars van de cinema in de wereld.
Ook de fotografie als kunstvorm kwam op in de belle époque. Daarnaast werden er rond de eeuwwisseling massaal postkaarten gedrukt met daarop afbeeldingen van bekende stadsgezichten, landschappen en monumenten, bedoeld als souvenir voor toeristen en om de stad in het buitenland aan te prijzen.

#### Schilderkunst
Het fin de siècle wordt onlosmakelijk geassocieerd met het impressionisme. Vele kunstenaars gingen zich in deze periode distantiëren van de meer gangbare schilderstijlen en vooral van de romantiek, die in de 19de eeuw erg populair was geweest. Kunstenaars als Renoir en Monet lieten de impressie primeren op de realistische weergave.
Ook de stroming jugendstil is eigen aan de belle époque. Naast kunstwerken op doek kwam jugendstil vaak terug in de reclame en publiciteit. Een bekend voorbeeld hiervan zijn de publiciteitsposters van Alfons Mucha, die echter ook gewone werken maakte, in dezelfde stijl.
Enkele bekende schilders uit het fin de siècle zijn:
- in Frankrijk: Henri de Toulouse-Lautrec, Claude Monet, Pierre-Auguste Renoir
- in België: James Ensor, Théo Van Rysselberghe, Willy Finch, Fernand Khnopff en Félicien Rops
- in Oostenrijk: Egon Schiele, Oskar Kokoschka en Gustav Klimt
- in Duitsland: Franz von Stuck
- in Engeland: Aubrey Beardsley
- in Nederland: Jan Toorop en Johan Thorn Prikker

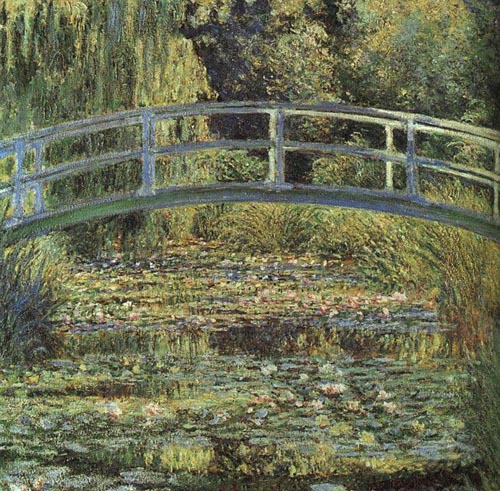
Claude Monet - Waterlelies
Pierre-Auguste Renoir - Le Moulin de la Galette
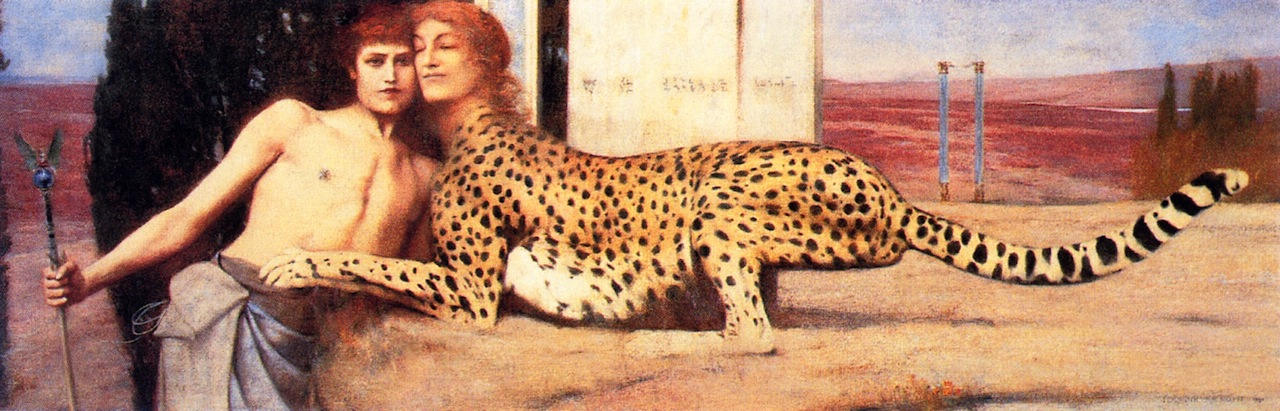
Fernand Khnopff - De Liefkozing
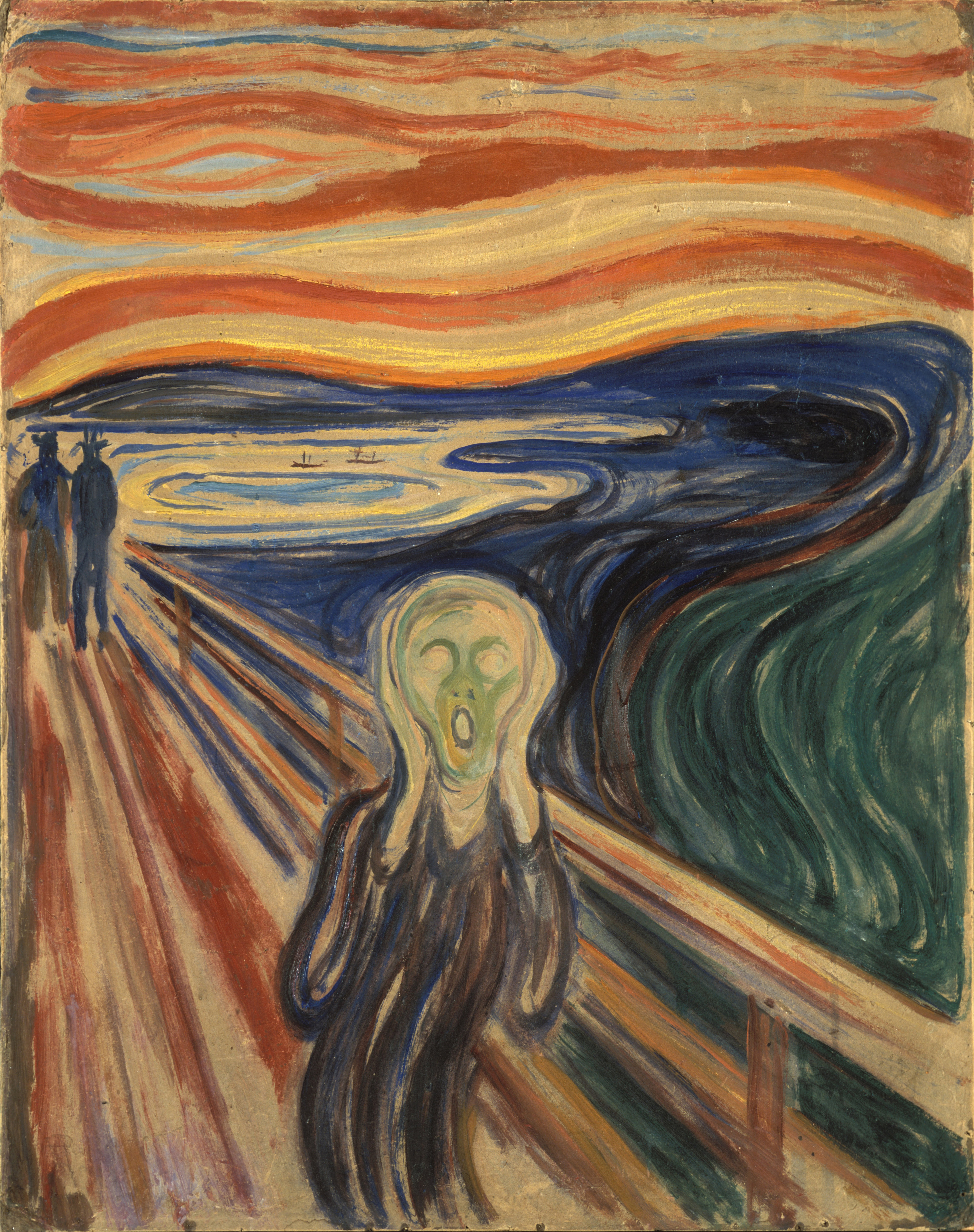
Edvard Munch - De Schreeuw
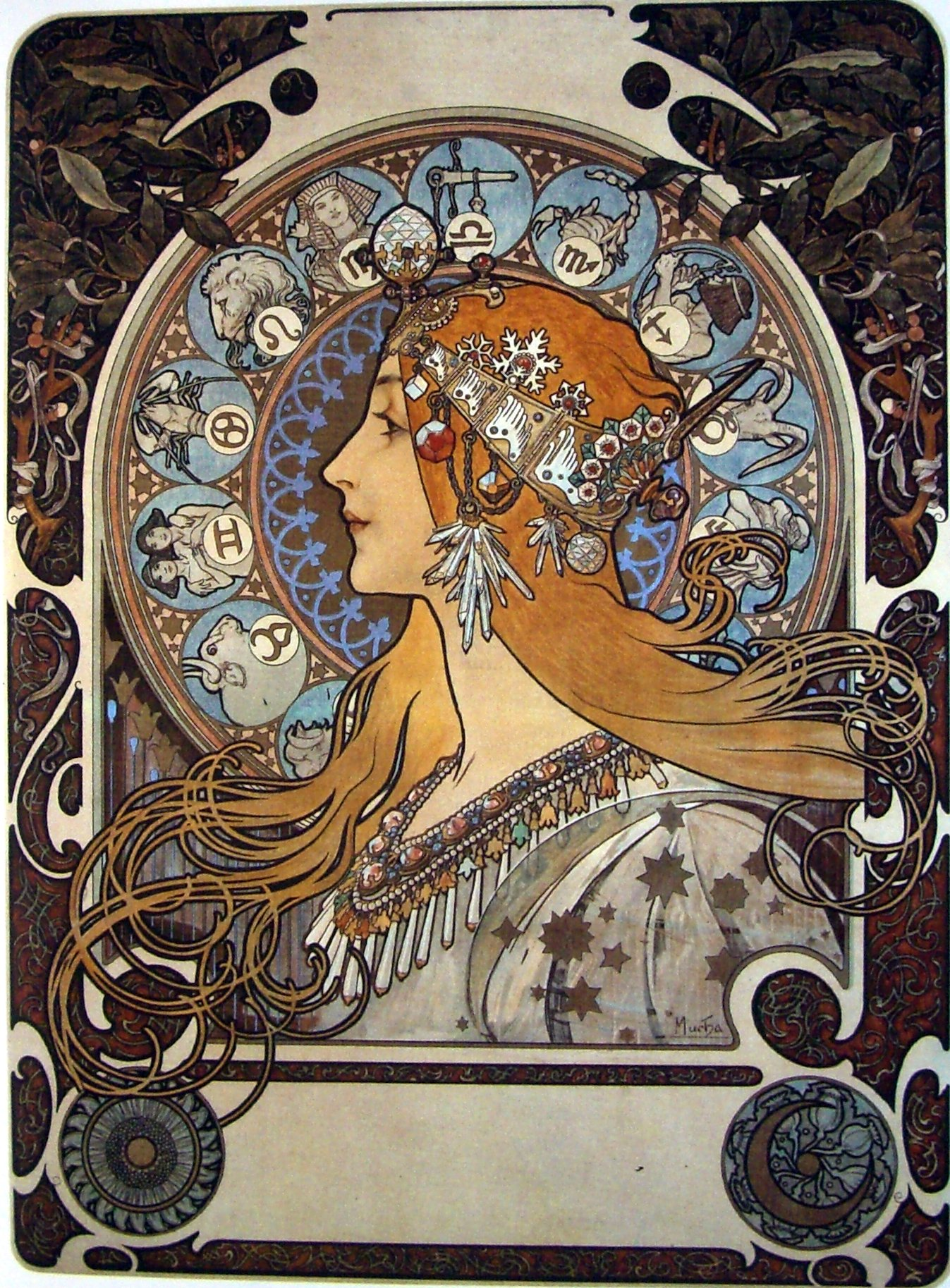
Werk van Mucha uit 1897

### Muziek
De verspreiding van de muziek kende door Edisons fonograaf een grote opmars. Het werd namelijk mogelijk om muziek te verspreiden via cilindervormige dragers die op de fonograaf konden afgespeeld worden. De grammofoonplaat ontstond pas later in zijn huidige vorm.
Enkele bekende componisten zijn:
- in Duitsland: Richard Strauss
- in Oostenrijk: Gustav Mahler

### Uitgaansleven
De belle époque markeerde tevens het ontstaan van cabaret en de dans cancan, die zeer populair was in de Parijse nachtclub Moulin Rouge. Met de opkomst van nieuwe ontwikkelingen in techniek en wetenschap, ontstond ook vertwijfeling, zoals over de rol van geloof en over morele waarden. Vrijheid leek onbeperkt, en prostitutie, losbandigheid, en verslaving waren niet langer taboe. Voorbeelden hiervan zijn de fascinatie voor onder andere absint en de aandacht voor het nachtleven in de werken van onder anderen Toulouse-Lautrec.

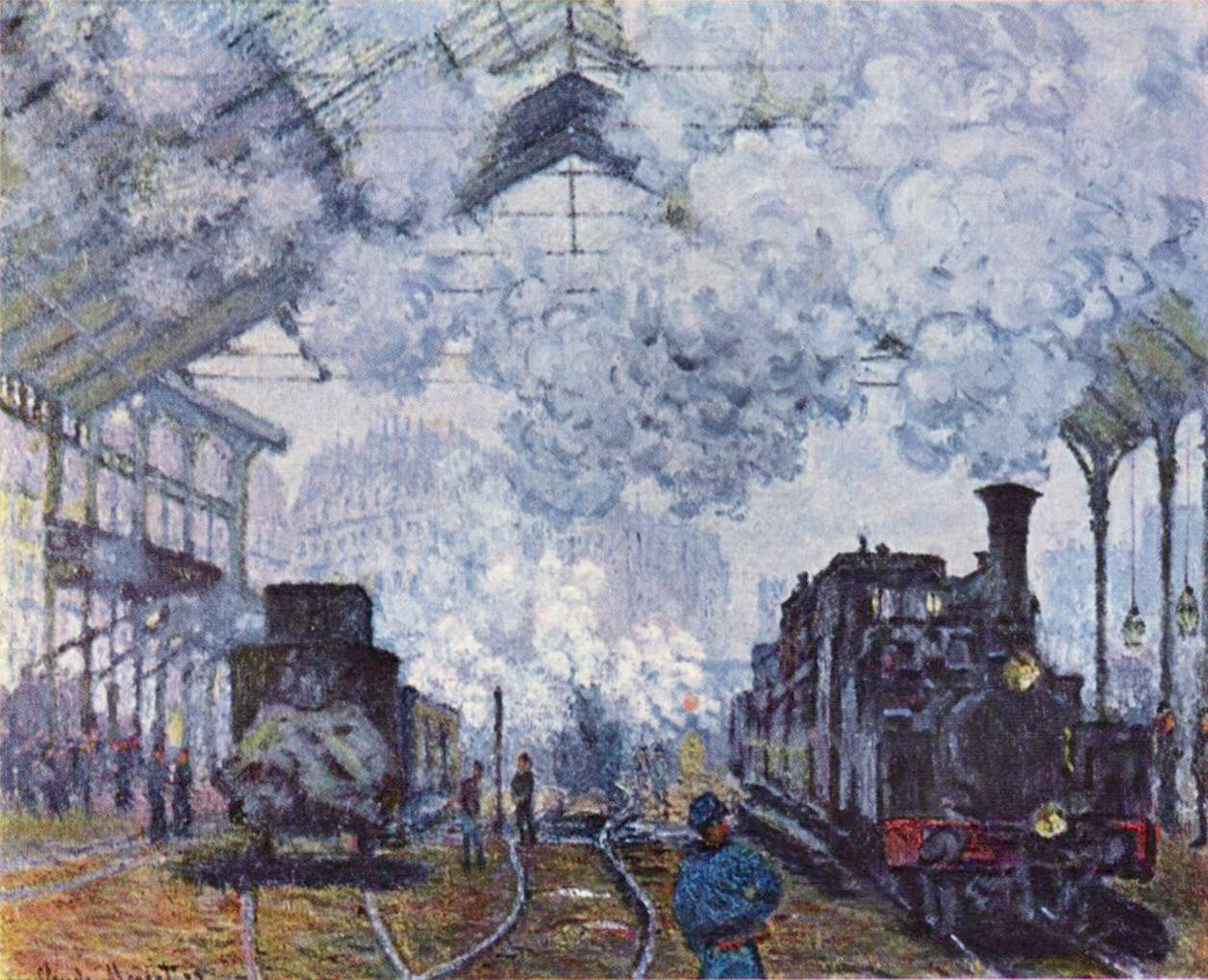
Aankomst van een trein in Gare St. Lazare (Parijs) als toonbeeld van de technische vooruitgang in Frankrijk. Schilderij van de Franse schilder Claude Monet.

## Het einde
Aan het mooie tijdperk kwam in 1914 vrij abrupt een einde door het uitbreken van de Eerste Wereldoorlog. Aan de vooravond van dit conflict floreerde de maatschappij nog. Voor velen kwam de oorlog, waarvan bovendien gedacht werd dat hij kortstondig zou zijn, erg onverwacht. Al vlug maakte de oorlog door hongersnoden, inflatie en bezetting een einde aan de luxe en de welvaart. Velen die een zorgeloos leven leidden in de belle époque kregen nu ook te maken met sociale miserie, armoede en honger. Hierdoor gingen deze mensen al snel nostalgisch verlangen naar de periode van welvaart die voorafging aan de miserie. De term belle époque ontstond. De oorlog maakte evenwel niet geheel een einde aan de levensstijl. Hoewel vaak sterk beperkt, bleven schilders, muzikanten en theaters actief. De cultuurontwikkeling had wel te lijden onder de oorlog. Personen die het zich konden permitteren kleedden zich nog steeds volgens de laatste mode. Tot op bepaalde hoogte organiseerde de Duitse bezetter opnieuw culturele en maatschappelijke activiteit en ook het toerisme, binnen bezet gebied, verdween niet helemaal. De Europese welvaart van weleer was wel volledig verdwenen, terwijl die in Amerika in een stroomversnelling kwam. Na de oorlog keerde de welvaart stilaan terug en begon een nieuw tijdperk van economische welvaart, het interbellum, dat tot de crisis van de jaren 30 en de Tweede Wereldoorlog duurde.